# حمام آخوند
حمام آخوند مربوط به دوره قاجار است و در اورمیه، روستای بقالان واقع شده و این اثر در تاریخ ۱۹ اسفند ۱۳۸۰ با شمارهٔ ثبت ۴۸۴۴ به‌عنوان یکی از آثار ملی ایران به ثبت رسیده است.